# 21-cm Mörser 16
Le mortier de 210 mm modèle 16, ou 21-cm Mörser 16 selon la terminologie, est une pièce d'artillerie utilisée par l'Allemagne lors des deux guerres mondiales.
Cette arme fut développée par les entreprises allemandes de construction mécanique Krupp et Rheinmetall au tout début du XXe siècle, livrant aux forces armées allemandes un premier modèle de 1910 à 1916, le 21 cm M 10 (21 cm Mörser 10 (en)). Les 216 exemplaires disponibles en août 1914, avec une portée de 9 400 mètres pour un projectile de 120 kilogrammes, participèrent à l'écrasement des forts de Liège, Namur, Maubeuge, et du fort de Manonviller. Un total de 476 de ces obusiers furent fabriqués. Ils nécessitaient un déplacement sur longue distance en trois voitures : le tube, l’affût, et les accessoires, dont le bouclier et les cingoli. 
Une seconde version, le 21 cm M 16 (21 cm Mörser 16), aussi appelée Langer Mörser, est fabriquée entre 1916 et 1918 à 736 exemplaires, avec un canon passant de 12 à 14,5 calibres de long, permettant une portée de 10 200 mètres, toujours avec un projectile de 120 kg.
Fin 1917, Langer Morser fut adapté pour la traction mécanique en une seule charge (21 cm Mörser 17), le tube pouvant être déplacé vers l'arrière et reposer sur la crosse de l’affût. 
La Suède a acheté douze de ces mortiers en 1916, puis en 1940 la Finlande acheta quatre pièces, utilisée lors de la guerre de Continuation (le conflit soviéto-finlandais de 1941 à 1944). Pendant les années 1930, les roues à plaques sont remplacées par des pneumatiques permettant un transport un peu plus rapide sur route. Si le mortier cesse d'être utilisé par les Allemands dès le début de la Seconde Guerre mondiale, lui préférant le modèle 21 cm Mörser 18, les Suédois maintiennent les leurs en état de fonctionnement jusqu'aux années 1950.

Modèle conservé au musée d'Hämeenlinna
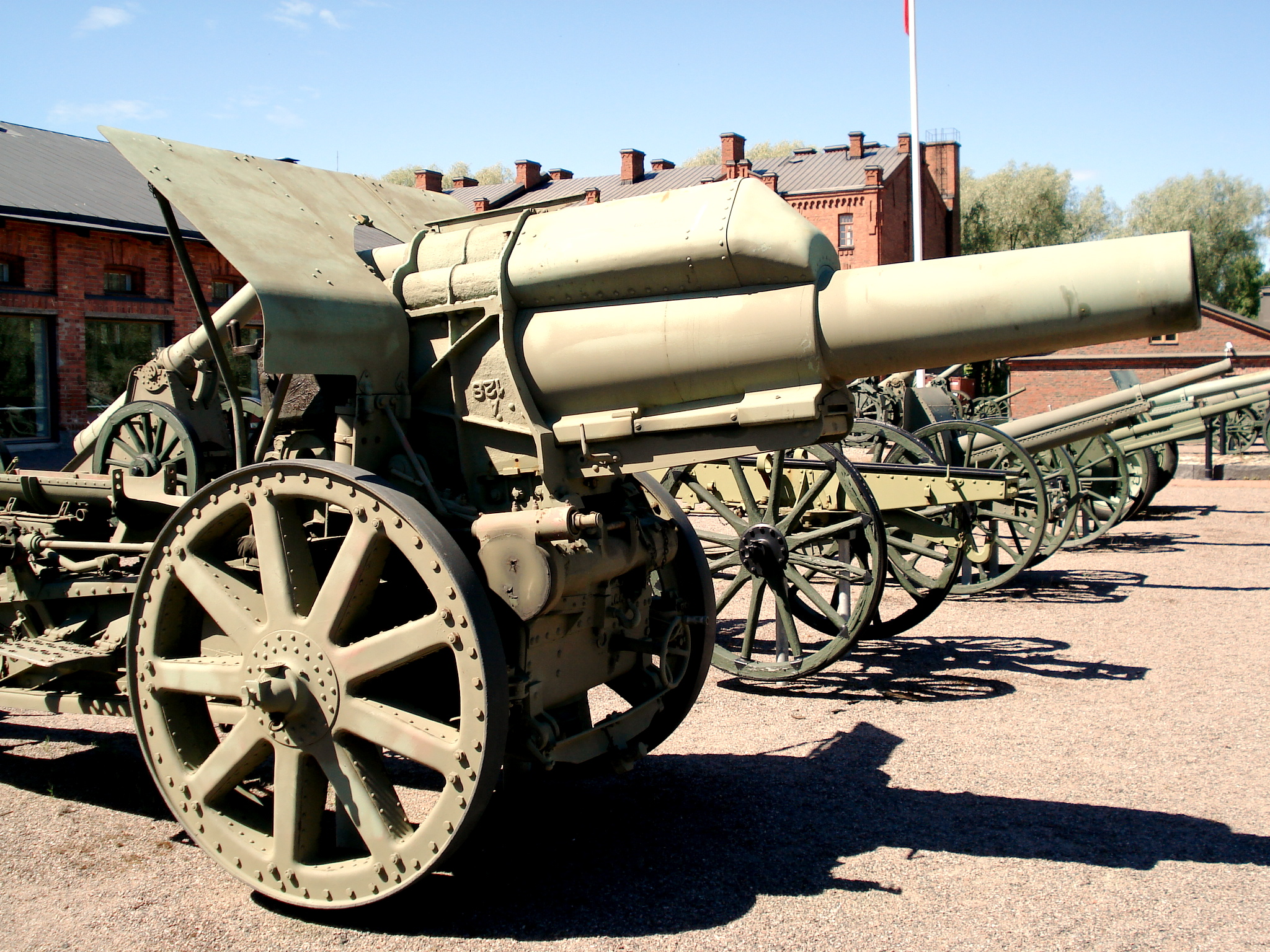
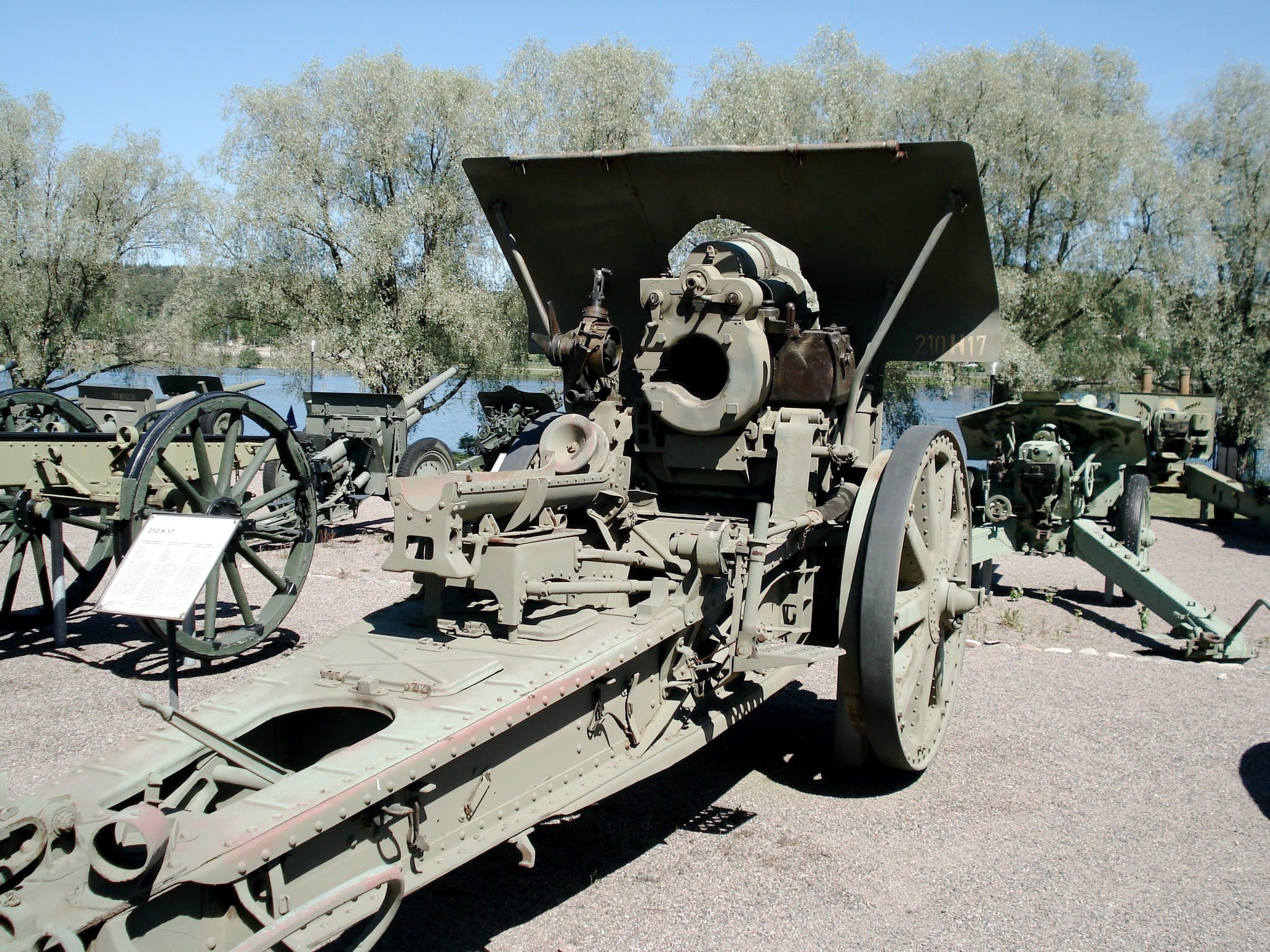
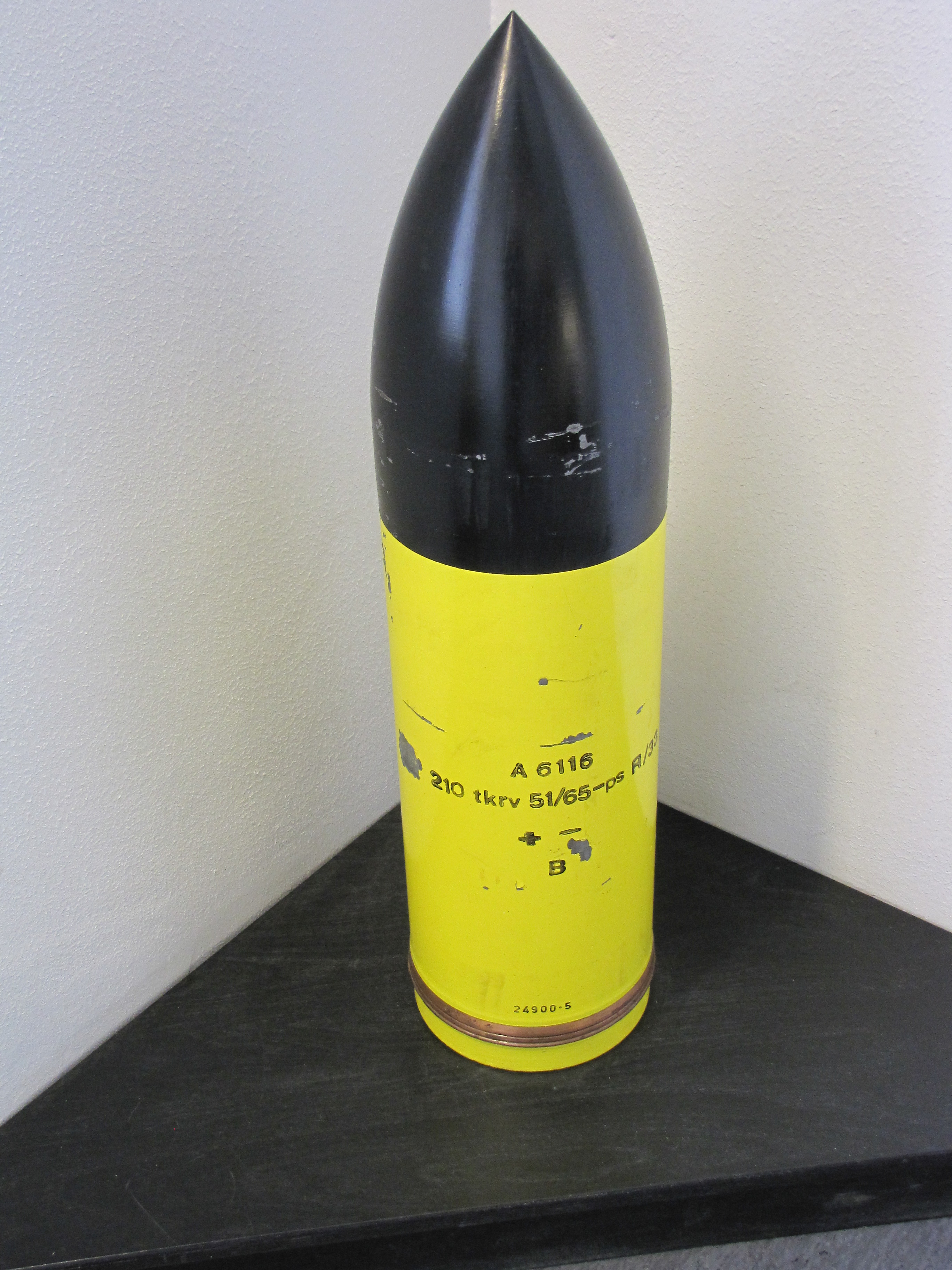